# Maurice Philippe
Maurice Philippe (* 30. April 1932 in Tooting, London, England, Vereinigtes Königreich; † 5. Juni 1989 in West Byfleet, Surrey, England, Vereinigtes Königreich) war ein britischer Konstrukteur von Rennwagen und Flugzeugen.

## Karriere
Philippe arbeitete in den 1950er-Jahren in der britischen Flugzeugindustrie und war an der Entwurfsarbeit der Comet 4 für de Havilland beteiligt. In den 1960er-Jahren kam er zu Lotus und war gemeinsam mit Colin Chapman der Designer einiger der wichtigsten Lotus-Formel-Rennwagen. Der Lotus 39, der Lotus 43 und der Turbinen-Lotus 56 entstammten dieser Gemeinschaft genauso wie der Lotus 49 und der Lotus 72.
Nach sechs Jahren bei Parnelli Jones – Philippe hatte Lotus 1972 verlassen –, in denen er auch für den Bau des Parnelli VPJ4 verantwortlich war, kam er 1978 zu Tyrrell.
Bei Tyrrell wurde er neuer Chefdesigner und baute die drei Tyrrell-Formel-1-Rennwagen 008, 009 und 010. Philippe starb 1989, knapp bevor seine letzte Kreation, der USAC-March 89CR seine erste Testfahrt hatte.